# Вероника полевая
Веро́ника полева́я (лат. Veronica arvensis) — однолетнее или двулетнее травянистое растение, вид рода Вероника (Veronica) семейства Подорожниковые (Plantaginaceae).

## Ботаническое описание

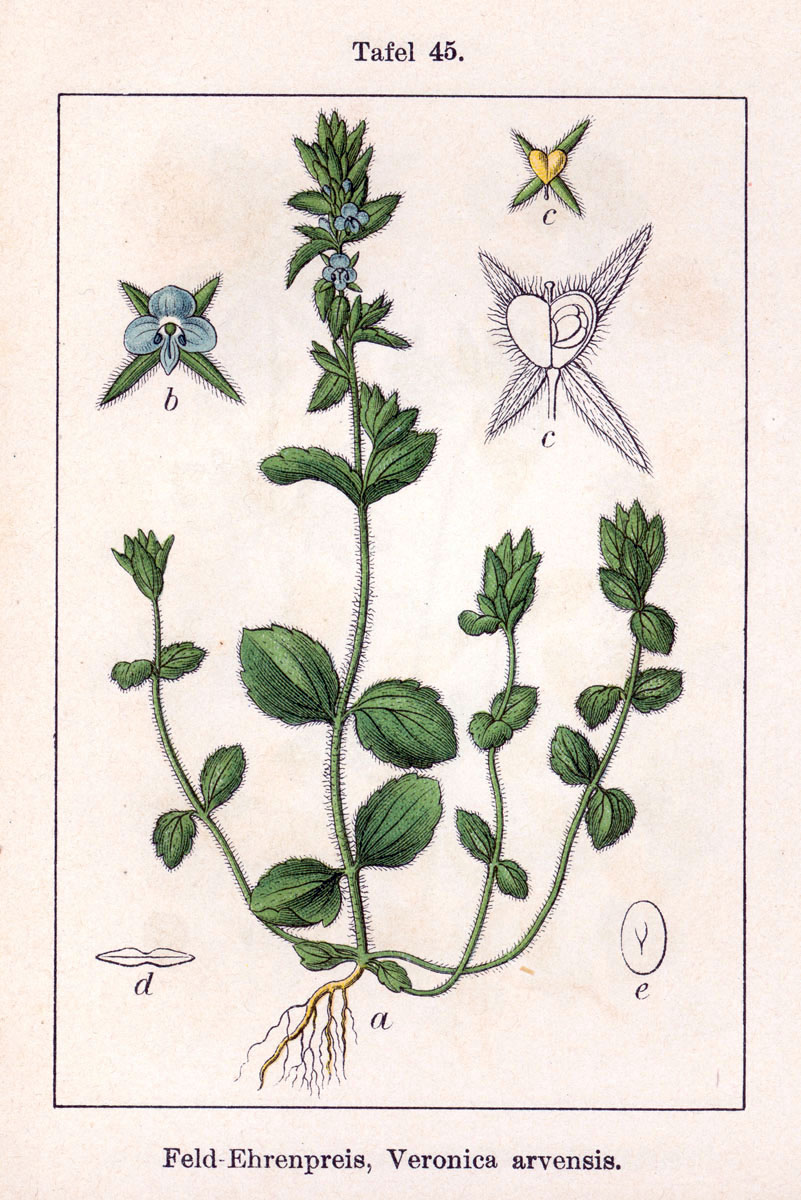

Стебли высотой 5—30 см, простые или раскидисто-ветвистые, слабые, тонкие, прямые или приподнимающиеся и восходящие.
Листья очерёдные или супротивные, в числе 2—4 пар, длиной 5—13 (до 20) мм, шириной 4—10 мм, сердцевидно-яйцевидные, цельные, с 3—5 жилками, нижние с черешком длиной 1—4 мм, верхние почти сидячие, постепенно переходят в прицветные стеблевые листья, цельные, по краю зубчатые или зазубренные, на верхушке тупые, при основании закруглённые или слегка сердцевидные, голые или рассеянно волосистые.
Кисть чаще всего многоцветковая, верхушечная; иногда бывают пазушные кисти, сначала густые, а при плодах удлиняющиеся и рыхлые. Прицветники продолговато-ланцетные или ланцетные до линейных, тупые, цельнокрайные или яйцевидно-ланцетные у основания с несколькими зубцами, почти равны цветкам или превышают их; цветоножки длиной 0,5—1 мм, в полтора-два раза короче чашечки, при плодах удлиняющиеся, длиннее чашечки и прицветников. Чашечка длиной 3—4 мм, железистоопушенная, почти до основания разделена на 4 ланцетовидных или линейно-ланцетных, притуплённых доли, из которых две крупнее других, равна или вдвое длиннее коробочки; венчик бледно-голубой, длиной 2—5 мм, с двумя широкояйцевидными тупыми долями, одной яйцевидно-почковидной и одной продолговатой долей; трубка венчика очень короткая, с пятью жилками. Тычинки с короткими нитями, значительно короче венчика.
Коробочка длиной 3—4 мм, короче чашечки, сжатая, обратно-сердцевидная, двулопастная, с округлыми лопастями, с острой или тупой глубокой выемкой, у основания слегка клиновидная, по краю ресничатая, железистоопушенная. Семена многочисленные, яйцевидные, желтоватые, гладкие или слабо поперечно-морщинистые, длиной около 1 мм, шириной около 0,5 мм, с мелким рубчиком в середине.
|                                    |  |  |
| Цветок. Семенная коробочка. Семена |  |  |

## Распространение и экология
Западная Европа: все страны, отсутствует только на некоторых северных островах; территория бывшего СССР: в Европейской части от западной границы до южного побережья Белого моря, низовьев Северной Двины, верховий Вычегды и Камы, далее к югу восточная граница идёт на юго-запад по линии Казань — Тамбов — Новочеркасск, Крым, Кавказ, Памиро-Алай, Тянь-Шань и прилегающие районы к востоку до Алма-Аты; Азия: Турция, северная часть Ирана, Афганистан, Сирия, Ливан, Израиль, Иордания, Индия (Гималаи), Непал, Япония (заносная); Африка: Марокко, Алжир, Тунис (северные горные районы этих стран); Северная Америка: США, Аляска, Канада (западные районы), Бермудские острова.
Произрастает как сорное по полям, реже по сухим склонам, на песчано-галечниковых почвах, на лёссовидных холмах предгорий, по обочинам дорог, поднимается в горы до 1500—2000 м над уровнем моря.

## Классификация

### Таксономия
- Veronica arvensis L., 1753, Sp. Pl. : 13

Вид Вероника полевая включается в род Вероника (Veronica) семейства Подорожниковые (Plantaginaceae) порядка Ясноткоцветные (Lamiales) клады Ламииды, последовательно входящей в более крупные клады Астериды → Суперастериды → Эвдикоты → Цветковые растения. Таксономическая схема в соответствии с Системой APG IV по состоянию на июнь 2024 года:
|  |                          |  |                                   |                                   |                          |  | еще 23 семейства | еще 23 семейства |                      |  |  |  | еще 507 подтвержденных видов и 147 видов, ожидающих подтверждения |
|  |                          |  |                                   |                                   |                          |  | еще 23 семейства | еще 23 семейства |                      |  |  |  | еще 507 подтвержденных видов и 147 видов, ожидающих подтверждения |
|  |                          |  |                                   | порядок Ясноткоцветные            |                          |  |                  |                  | род Вероника         |  |  |  |                                                                   |
|  |                          |  |                                   | порядок Ясноткоцветные            |                          |  |                  |                  | род Вероника         |  |  |  |                                                                   |
|  | клада Цветковые растения |  |                                   |                                   | семейство Подорожниковые |  |                  |                  | вид Вероника полевая |  |  |  |                                                                   |
|  | клада Цветковые растения |  |                                   |                                   | семейство Подорожниковые |  |                  |                  |                      |  |  |  |                                                                   |
|  |                          |  | ещё 63 порядка цветковых растений | ещё 63 порядка цветковых растений |                          |  |                  | еще 106 родов    | еще 106 родов        |  |  |  |                                                                   |
|  |                          |  |                                   | ещё 63 порядка цветковых растений |                          |  |                  |                  | еще 106 родов        |  |  |  |                                                                   |

### Синонимы
- Agerella arvensis (L.) Fourr.
- Cardia arvensis (L.) Dulac
- Veronica acinifolia F.W.Schmidt
- Veronica acinifolia var. brevipedunculata Pau
- Veronica arvensis f. congesta Caball.
- Veronica arvensis f. glandulosa Legrand
- Veronica arvensis f. microcarpa Pau
- Veronica arvensis f. pilosissima P.Monts.
- Veronica arvensis subsp. pennellii Elenevsky
- Veronica arvensis subsp. pseudoarvensis (Tineo) H.Lindb.
- Veronica arvensis subsp. rubricaulis Marcet
- Veronica arvensis unr. balearica Sennen
- Veronica arvensis var. atlantica Batt.
- Veronica arvensis var. canescens Merino
- Veronica arvensis var. demissa (Samp.) Cout.
- Veronica arvensis var. erecta Klett & Richt.
- Veronica arvensis var. microphylla Merino
- Veronica arvensis var. nana DC.
- Veronica arvensis var. polyanthos (Thuill.) Mérat
- Veronica arvensis var. procumbens Schltdl.
- Veronica arvensis var. pseudoarvensis (Tineo) Fiori
- Veronica arvensis var. ramosa Wimm. & Grab.
- Veronica arvensis var. reniformis (Raf.) Alph.Wood
- Veronica arvensis var. rigida Vayr.
- Veronica arvensis var. silvicola Lipsky
- Veronica arvensis var. simplex Wimm. & Grab.
- Veronica arvensis var. subsessilis Klett & Richt.
- Veronica brevipedunculata Gilib.
- Veronica brevi-pedunculata Gilib.
- Veronica demissa Samp.
- Veronica depressa Kit. ex Schult.
- Veronica hawaiensis H.Lév.
- Veronica hirsuta Colenso
- Veronica hirsuta Lucé
- Veronica koeleri Roem. & Schult.
- Veronica longiracemosa Colenso
- Veronica nova Koeld. ex Roem.
- Veronica polyanthos Thuill.
- Veronica polygonoides Lam.
- Veronica praecox var. macrocalyx Willk.
- Veronica pseudoarvensis Tineo
- Veronica racemifoliata Pérez Lara
- Veronica reniformis Raf.
- Veronica verna var. polygonoides (Lam.) Rouy